# Andrzej Połeć
Andrzej Połeć (ur. 25 marca 1958 w Sochaczewie, zm. 7 sierpnia 2019) – polski producent filmowy.
Absolwent Wyższego Zawodowego Studium Organizacji Produkcji Filmowej i Telewizyjnej PWSFTviT w Łodzi. Współzałożyciel firmy producenckiej Film It. Laureat Polskiej Nagrody Filmowej, Orzeł 2017 w kategorii najlepszy film.

## Wybrana filmografia
jako producent:
- Dom zły (2009)
- Drogówka (2013)
- Polskie gówno (2014)
- Wołyń (2016)
- Plac zabaw (2016)
- Nina (2018)

## Wybrane indywidualne nagrody i nominacje
- 2009 - Nagroda Publiczności na Warszawskim Międzynarodowym Festiwalu Filmowym za film Dom zły
- 2010 - nominacja do Polskiej Nagrody Filmowej, Orzeł w kategorii najlepszy film za Dom zły
- 2010 - Grand Prix Tarnowskiej Nagrody Filmowej za Dom zły
- 2010 - Złota Kaczka dla najlepszego filmu sezonu 2009/2010 za Dom zły
- 2017 - Polska Nagroda Filmowa, Orzeł w kategorii najlepszy film za Wołyń